# Return to PopoloCrois: A Story of Seasons Fairytale
Return to PopoloCrois: A Story of Seasons Fairytale är jordbruks simulering rollspel för Nintendo 3DS.